# Kovačevac (Jezero)
Kovačevac (szerbül: Ковачевац) falu Bosznia-Hercegovinában, Bosanska krajina területén, a Szerb Köztársaságban, Jezero községben.

## Fekvése
Bosznia-Hercegovina közép-nyugati részén, Banja Lukától légvonalban 50, közúton 72 km-re délre, községközpontjától légvonalban 3, közúton 5 km-re északnyugatra, a Pliva bal oldali mellékvize, a Jošavka partján található. Tengerszint feletti magassága 500-tól 1000 méterig tart, mert határa a Jošavka völgyéből a Sinjakovo magaslataira húzódik fel.

## Népessége
| Nemzetiségi csoport | Népesség 1991 | Népesség 2013 |
| ------------------- | ------------- | ------------- |
| Szerb               | 125           | 94            |
| Bosnyák             | 0             | 0             |
| Horvát              | 2             | 1             |
| Jugoszláv           | 2             | 1             |
| Egyéb               | 2             | 0             |
| Összesen            | 131           | 96            |

## Története
A település 1878-ig tartozott az Oszmán Birodalomhoz, majd az Osztrák-Magyar Monarchia része lett. 1879-ben az első osztrák-magyar népszámlálás során Stupna község része volt. 11 házat és 72 ortodox szerb lakost számláltak a településen. 1910-ben a Stupna községhez tartozó településen 23 házat és 125 ortodox szerb lakost találtak.A monarchia szétesésével 1918-ben előbb a Szerb-Horvát-Szlovén Királyság, majd 1929-től a Jugoszláv Királyság része. Jugoszlávia megszállása után a falu a Független Horvát Állam (NDH) része lett. 1945-től a település a szocialista Jugoszlávia része volt. A településen az 1991-es népszámlálás adatai szerint 131-en éltek. A Bosznia-Hercegovinában zajló polgárháború idején a falu a Boszniai Szerb Köztársaság része volt. A háború előtt Jajca községhez tartozott. A háború végén, 1995-ben a Horvát Köztársaság fegyveres ereje szállta meg, lakossága nagyrészt elmenekült. A daytoni békeszerződés aláírása után a két entitás közötti demarkációs vonal elválasztotta Jajcától. A Szerb Köztársaság Nemzetgyűlésének 1996. júniusi határozatával megalapították Jezero községet, melynek a része lett.

## Gazdaság
Történelmi petrográfiai elemzések alapján úgy vélik, hogy a Sinjakovo területén jelentős potenciál rejlik a gazdaságilag jövedelmező réz-, barit-, ólom-, cink-, ezüst-, esetleg arany- és kobalt ásványkincsek bányászatában. A Szerb Köztársaság Energiaügyi és Bányászati Minisztériuma jóváhagyta a réz, a vas és a kapcsolódó fémek részletes geológiai vizsgálatainak elvégzését a Sinjakovo kutatási területen. Ugyanez az illetékes hatóság adott további engedélyt geológiai kutatásra az ólom, cink, réz, barit és rokon fémek geokémiai, geofizikai és geológiai kutatási projektje keretében Jezero település kutatási területén.